# Gran Premio de Yugoslavia de Motociclismo de 1986
El Gran Premio de Yugoslavia de Motociclismo de 1986 fue la quinta prueba de la temporada 1986 del Campeonato Mundial de Motociclismo. El Gran Premio se disputó el 15 de junio de 1986 en el Automotodrom Grobnik.

## Resultados 500cc
El nortemaericano Eddie Lawson no tuvo rival y se impuso completamente en solitario y se destaca en la clasificación general aventajando al australiano Wayne Gardner, que fue segundo, y el estadounidense Randy Mamola, tercero.
| Pos.     | Piloto              | Equipo           | Tiempo     | Pts. |
| -------- | ------------------- | ---------------- | ---------- | ---- |
| 1        | Eddie Lawson        | Yamaha           | 49:55.810  | 15   |
| 2        | Randy Mamola        | Yamaha           | +10.740    | 12   |
| 3        | Wayne Gardner       | Honda            | +11.360    | 10   |
| 4        | Robert McElnea      | Honda            | +24.320    | 8    |
| 5        | Mike Baldwin        | Yamaha           | +32.320    | 6    |
| 6        | Christian Sarron    | Yamaha           | +37.340    | 5    |
| 7        | Raymond Roche       | Honda            | +49.910    | 4    |
| 8        | Shunji Yatsushiro   | Honda            | +1:19.250  | 3    |
| 9        | Dave Petersen       | Suzuki           | +1 Vuelta  | 2    |
| 10       | Paul Lewis          | Suzuki           | +1 Vuelta  | 1    |
| 11       | Wolfgang von Muralt | Suzuki           | +1 Vuelta  |      |
| 12       | Juan Garriga        | Cagiva           | +1 Vuelta  |      |
| 13       | Boet van Dulmen     | Bakker-Honda     | +1 Vuelta  |      |
| 14       | Eero Hyvärinen      | Honda            | +1 Vuelta  |      |
| 15       | Marco Gentile       | Fior             | +1 Vuelta  |      |
| 16       | Marco Papa          | Honda            | +1 Vuelta  |      |
| 17       | Fabio Barchitta     | Honda            | +1 Vuelta  |      |
| 18       | Mile Pajic          | Honda            | +2 Vueltas |      |
| 19       | Georg Jung          | Honda            | +2 Vueltas |      |
| 20       | Andreas Leuthe      | Honda            | +2 Vueltas |      |
| 21       | Marco Marchesani    | Suzuki           | +2 Vueltas |      |
| 22       | Pavol Dekánek       | Honda            | +2 Vueltas |      |
| 23       | Maarten Duyzers     | Suzuki           | +2 Vueltas |      |
| 24       | Leandro Becheroni   | Suzuki           | +2 Vueltas |      |
| Ret      | Josef Doppler       | Honda            | Ret        |      |
| Ret      | Helmut Schütz       | Honda            | Ret        |      |
| Ret      | Fabio Biliotti      | Honda            | Ret        |      |
| Ret      | Henk van der Mark   | Honda            | Ret        |      |
| Ret      | Ron Haslam          | ELF-Honda        | Ret        |      |
| Ret      | Pierfrancesco Chili | Suzuki           | Ret        |      |
| Ret      | Manfred Fischer     | Honda            | Ret        |      |
| Ret      | Armando Errico      | Suzuki           | Ret        |      |
| DNQ      | Gustav Reiner       | Honda            | DNQ        |      |
| DNQ      | Didier de Radiguès  | Chevallier-Honda | DNQ        |      |
| DNQ      | Simon Buckmaster    | Honda            | DNQ        |      |
| DNQ      | Dietmar Marehardt   | Suzuki           | DNS        |      |
| DNQ      | Rudolf Zeller       | Suzuki           | DNQ        |      |
| DNQ      | Dimitris Papandreou | Yamaha           | DNQ        |      |
| DNQ      | Detlef Vogt         | Suzuki           | DNQ        |      |
| DNQ      | José Parra          | Honda            | DNQ        |      |
| Sources: |                     |                  |            |      |

## Resultados 250cc
El español Sito Pons se aprovechó de la caída del líder del campeonato, el venezolano Carlos Lavado y, de esta manera, se acerca al liderato de la clasificación general. Los franceses Jean-François Baldé y Dominique Sarron completaron el podio.
| Pos. | Piloto                 | Moto              | Tiempo    | Pts. |
| ---- | ---------------------- | ----------------- | --------- | ---- |
| 1    | Sito Pons              | Honda             | 48:34.730 | 15   |
| 2    | Jean-François Baldé    | Honda             | +2.920    | 12   |
| 3    | Dominique Sarron       | Honda             | +3.120    | 10   |
| 4    | Fausto Ricci           | Honda             | +4.260    | 8    |
| 5    | Carlos Cardús          | Honda             | +6.530    | 6    |
| 6    | Stéphane Mertens       | Yamaha            | +19.300   | 5    |
| 7    | Virginio Ferrari       | Honda             | +20.780   | 4    |
| 8    | Manfred Herweh         | Aprilia           | +21.450   | 3    |
| 9    | Pierre Bolle           | Parisienne        | +21.810   | 2    |
| 10   | Reinhold Roth          | Honda             | +25.040   | 1    |
| 11   | Herbert Besendörfer    | Yamaha            | +31.860   |      |
| 12   | Jean-Michel Mattioli   | Yamaha            | +32.700   |      |
| 13   | Jean Foray             | Chevallier-Yamaha | +35.010   |      |
| 14   | Jacques Cornu          | Honda             | +35.290   |      |
| 15   | Donnie McLeod          | Armstrong         | +35.550   |      |
| 16   | Siegfried Minich       | Honda             | +35.960   |      |
| 17   | Harald Eckl            | Honda             | +36.910   |      |
| 18   | Hans Lindner           | Rotax             | +1:13.060 |      |
| 19   | Marcellino Lucchi      | Aprilia           | +1:18.810 |      |
| 20   | Roland Freymond        | Yamaha            | +1:24.930 |      |
| 21   | Hans Becker            | Yamaha            | +1:29.630 |      |
| 22   | Thomas Bacher          | Rotax             | +1:34.800 |      |
| 23   | Helmut Bradl           | Honda             | +1:38.410 |      |
| 24   | René Delaby            | Rotax             | +1 Vuelta |      |
| 25   | Bruno Bonhuil          | Honda             | +1 Vuelta |      |
| 26   | Maurizio Vitali        | Garelli           | +1 Vuelta |      |
| 27   | Antonio Garcia         | JJ Cobas          | +1 Vuelta |      |
| Ret  | Carlos Lavado          | Yamaha            | Ret       |      |
| Ret  | Anton Mang             | Honda             | Ret       |      |
| Ret  | Jean-Louis Tournadre   | Yamaha            | Ret       |      |
| Ret  | Alan Carter            | Cobas-Rotax       | Ret       |      |
| Ret  | Martin Wimmer          | Yamaha            | Ret       |      |
| Ret  | Tadahiko Taira         | Yamaha            | Ret       |      |
| Ret  | Massimo Matteoni       | Honda             | Ret       |      |
| Ret  | Andreas Preining       | Wiwa              | Ret       |      |
| DNS  | Niall Mackenzie        | Armstrong         | DNS       |      |
| DNS  | Jean-Louis Guignabodet | MIG               | DNS       |      |

## Resultados 80cc
El piloto español de Derbi Jorge Martínez Aspar no tuvo rival en la carrera y se adjudicó el Gran Premio sin problemas. Su compañero de escudería Manuel Herreros le intentó seguir pero rompió motor en la cuarta vuelta. El suizo Stefan Dörflinger y el británico Ian McConnachie completaron el podio.
| Pos. | Piloto               | Moto         | Tiempo    | Pts. |
| ---- | -------------------- | ------------ | --------- | ---- |
| 1    | Jorge Martínez Aspar | Derbi        | 31:09.330 | 15   |
| 2    | Stefan Dörflinger    | Krauser      | +11.200   | 12   |
| 3    | Ian McConnachie      | Krauser      | +16.160   | 10   |
| 4    | Ángel Nieto          | Derbi        | +16.530   | 8    |
| 5    | Hans Spaan           | HuVo-Casal   | +19.300   | 6    |
| 6    | Pier Paolo Bianchi   | Seel         | +38.720   | 5    |
| 7    | Rainer Kunz          | Ziegler      | +47.310   | 4    |
| 8    | Josef Fischer        | Krauser      | +48.440   | 3    |
| 9    | Gerhard Waibel       | Real-Krauser | +49.980   | 2    |
| 10   | Luis Miguel Reyes    | Autisa       | +50.310   | 1    |
| 11   | Hubert Abold         | Seel         | +1:19.190 |      |
| 12   | Henk van Kessel      | Krauser      | +1:20.910 |      |
| 13   | Chris Baert          | Seel         | +1:22.790 |      |
| 14   | Salvatore Milano     | Krauser      | +1:23.070 |      |
| 15   | Reiner Scheidhauer   | Seel         | +1:23.310 |      |
| 16   | Gerd Kafka           | Krauser      | +1:33.450 |      |
| 17   | Mario Stocco         | Casal        | +1 Vuelta |      |
| 18   | Jos van Dongen       | Krauser      | +1 Vuelta |      |
| 19   | Raimo Lipponen       | Krauser      | +1 Vuelta |      |
| 20   | René Dünki           | Krauser      | +1 Vuelta |      |
| 21   | Thomas Engl          | Krauser      | +1 Vuelta |      |
| 22   | Reiner Koster        | Kroko        | +1 Vuelta |      |
| 23   | Richard Bay          | Maico        | +1 Vuelta |      |
| 24   | Zdravko Matulja      | MTM          | +1 Vuelta |      |
| 25   | Herri Torrontegui    | Autisa       | +1 Vuelta |      |
| Ret  | Manuel Herreros      | Derbi        | Ret       |      |
| Ret  | Alex Barros          | Autisa       | Ret       |      |
| Ret  | Theo Timmer          | HuVo-Casal   | Ret       |      |
| Ret  | Juan Ramón Bolart    | Autisa       | Ret       |      |
| Ret  | Serge Julin          | Casal        | Ret       |      |
| Ret  | Mika-Sakari Komu     | Eberhardt    | Ret       |      |
| Ret  | Janez Pintar         | Eberhardt    | Ret       |      |
| Ret  | Domingo Gil Blanco   | Autisa       | Ret       |      |
| Ret  | Brane Rokavec        | Seel         | Ret       |      |
| Ret  | Felix Rodríguez      | Autisa       | Ret       |      |
| Ret  | Peter Baláž          | HuVo         | Ret       |      |